# Larimus pacificus
Larimus pacificus är en fiskart som beskrevs av Jordan och Bollman, 1890. Larimus pacificus ingår i släktet Larimus och familjen havsgösfiskar. IUCN kategoriserar arten globalt som livskraftig. Inga underarter finns listade i Catalogue of Life.